# Рушковиці (Мазовецьке воєводство)
Рушковиці (пол. Ruszkowice) — село в Польщі, у гміні Борковиці Пшисуського повіту Мазовецького воєводства.
Населення — 728 осіб (2011).
У 1975-1998 роках село належало до Радомського воєводства.

## Демографія
Демографічна структура станом на 31 березня 2011 року:
|          | Загалом | Допрацездатний вік | Працездатний вік | Постпрацездатний вік |
| -------- | ------- | ------------------ | ---------------- | -------------------- |
| Чоловіки | 379     | 70                 | 267              | 42                   |
| Жінки    | 349     | 61                 | 194              | 94                   |
| Разом    | 728     | 131                | 461              | 136                  |